# Młodzieszyn
Młodzieszyn – wieś w Polsce położona w województwie mazowieckim, w powiecie sochaczewskim, w gminie Młodzieszyn. Ma status sołectwa.
| SIMC    | Nazwa                   | Rodzaj    |
| ------- | ----------------------- | --------- |
| 0732080 | Młodzieszyn Poduchowny  | część wsi |
| 0732051 | Młodzieszyn-Biała Góra  | część wsi |
| 0732068 | Młodzieszyn-Łęg         | część wsi |
| 0732074 | Młodzieszyn-Osada       | część wsi |
| 0732097 | Młodzieszyn-Siekierówka | część wsi |

Wieś królewska położona była w drugiej połowie XVI wieku w powiecie gąbińskim ziemi gostynińskiej województwa rawskiego. 
W latach 1954–1972 wieś należała i była siedzibą władz gromady Młodzieszyn. W latach 1975–1998 miejscowość administracyjnie należała do województwa skierniewickiego.
Miejscowość jest siedzibą gminy Młodzieszyn. Przez miejscowość przebiega, jako obwodnica, droga krajowa nr 50.